# 東加若棘鮗
東加若棘鮗為輻鰭魚綱鱸形目鱸亞目七夕魚科的其中一種，分布於西太平洋區的東加海域，棲息深度21-32公尺，體為棕色，胸鰭基部有一灰白色斑點，尾柄白色，背鰭硬棘18枚，背鰭軟條4枚，臀鰭硬棘7枚，臀鰭軟條4枚，體長可達1公分，棲息在沙底質的垂直獨立礁，屬肉食性，雄魚有護卵的行為。

## 擴展閱讀
維基物種上的相關：東加若棘鮗